# The Lovebirds
Pour plus de détails, voir Fiche technique et Distribution.
The Lovebirds, ou Les Tourtereaux au Québec, est un film américain, sorti en 2020.

## Synopsis
Jibran et Leilani forment un couple qui est ensemble depuis quatre ans. Leur relation est tendue et les deux se disputent constamment sur différents sujets. En se rendant à un dîner, les deux conviennent mutuellement de mettre fin à la relation. Distrait par la rupture, Jibran brûle un feu rouge, hurtant un cycliste avec sa voiture. L'homme refuse l'aide et fuit la scène. Un homme avec une moustache réquisitionne soudainement leur voiture, prétendant être un policier et que l'homme à vélo est un criminel. Il poursuit le cycliste, mais après l'avoir rattrapé, le cycliste roule plusieurs fois avec sa voiture, le tuant. Moustache se prépare à tuer Jibran et Leilani avec une arme à feu mais s'enfuit après avoir entendu les sirènes de la police. Jibran et Leilani fuient alors la scène eux-mêmes. 
Jibran veut qu'ils se livrent, mais Leilani soutient que leur incroyable histoire et leur profilage racial garantiront qu'ils seront blâmés pour le crime. Après avoir pris le téléphone du cycliste mort, ils voient qu'il avait prévu une réunion dans un bar avec une femme nommée Edie. Leilani pense qu'Edie saura qui est cet homme, ce qui leur permettra de découvrir qui est le tueur et d'effacer leurs noms. Les deux rencontrent Edie au bar, seulement pour découvrir que c'est une configuration; les deux sont assommés et ligotés par Edie et son mari Brett. Edie croit à tort que Jibran et Leilani travaillent pour Bicycle, et fait allusion au chantage commis contre Edie et Brett. Alors qu'Edie se prépare à torturer Leilani, le couple parvient à s'échapper. Les deux se rendent à une adresse prise d'Edie qui, selon eux, est la maison de Bicycle, pour trouver un appartement plein de garçons de la fraternité. Ils maîtrisent et interrogent l'un des garçons, qui admet qu'il travaille pour Bicycle dans le cadre de son plan de chantage. Avant que les deux puissent en savoir plus, Moustache arrive, tuant tous les garçons de l'appartement. 
Jibran et Leilani s'échappent avec l'une des enveloppes de chantage, qui contient des photos des destinataires prévus assistant à ce qui semble être une réunion d'une société secrète. Ils se rendent au dîner auquel ils étaient initialement censés assister, incitant le collègue de Leilani, Keith, à déverrouiller le téléphone de Bicycle, qui contient une adresse à un événement de cravate noire. Leilani et Jibran se rendent à l'événement, où tous les participants portent des masques identiques à ceux présentés sur les photos de chantage. La réunion se transforme en orgie, mais est interrompue lorsque le responsable de la réunion découvre qu'il y a des imposteurs présents. Il trompe Jibran et Leilani pour qu'ils se révèlent, mais quelques instants plus tard, une alarme retentit en raison d'une descente de police. Jibran et Leilani sont placés en garde à vue. 
Les deux rencontrent le détective Martin, qui révèle que la poursuite et le meurtre de Bicycle ont été filmés par les caméras de la circulation et que les deux ont été recherchés comme témoins, pas comme suspects. La police était au courant du rassemblement secret et prévoyait de les fermer, mais le groupe a en quelque sorte été informé du plan. Jibran et Leilani sont ramenés chez eux, mais leur chauffeur se révèle être Moustache, qui est vraiment un policier, mais qui est également payé par la société pour les protéger des forces de l'ordre. Moustache a également dirigé le programme de chantage avec Bicycle, qui a été tué en raison d'un différend sur le paiement. Moustache retient Jibran et Leilani et se prépare à les tuer, mais les trois se battent et Leilani parvient à tirer sur Moustache, qui est ensuite placée en garde à vue. Jibran et Leilani font amende honorable et s'embrassent. Un an plus tard, Jibran et Leilani participent à The Amazing Race, qui teste à nouveau leur relation.

## Fiche technique
- Titre original : The Lovebirds
- Titre québécois : Les Tourtereaux
- Réalisation : Michael Showalter
- Scénario : Aaron Abrams et Brendan Gall
- Photographie : Brian Burgoyne
- Musique : Michael Andrews
- Pays d'origine : États-Unis
- Genre : comédie
- Date de sortie : 2020

## Distribution
- Kumail Nanjiani (VF : Charles Pestel) : Jibran
- Issa Rae (VF : Fily Keita) : Leilani Brooks
- Anna Camp (VF : Karine Foviau) : Edie
- Paul Sparks (VF : Alexis Victor) : Moustache
- Kyle Bornheimer (VF : Jérôme Pauwels) : Brett
- Andrene Ward-Hammond (VF : Laura Zichy) : l'officier Martin
- Moses Storm (en) (VF : Benjamin Bollen) : Steve
- Mahdi Cocci (VF : Raphaël Cohen) : Keith
- Narendra Singh Dhami : Nimesh
- Nicholas X. Parsons : Tom « Bicyclette »
- Barry Rothbart (en) : M. Hipster
- Catherine Cohen (en) (VF : Zina Khakhoulia) : Mme Hipster
- Joe Chrest : l'homme à la robe rouge

## Production
En janvier 2019, il a été annoncé que Kumail Nanjiani et Issa Rae devaient jouer dans le film, avec Michael Showalter réalisant à partir d'un scénario d'Aaron Abrams, Brendan Gall et Martin Gero. Abrams, Gall et Gero ont été producteurs, aux côtés d'Oly Obst, Todd Schulman et Jordana Mollick, tandis que Showalter, Nanjiani et Rae ont produit les produits exécutifs. Media Rights Capital a produit et financé le film, tandis que Paramount Pictures devait le distribuer. Aussi en janvier, Anna Camp a rejoint le casting du film.